# Avintia Racing
 (octobre 2020).
Si vous disposez d'ouvrages ou d'articles de référence ou si vous connaissez des sites web de qualité traitant du thème abordé ici, merci de compléter l'article en donnant les références utiles à sa vérifiabilité et en les liant à la section « Notes et références ».
Avintia Racing est une équipe de vitesse moto qui a participé au Championnat du Monde MotoGP sous le nom de Reale Avintia Racing  de 2000 à 2022 et en Coupe du monde de MotoE sous le nom Avintia Esponsorama Racing.
Pour la saison 2021, l'équipe, sous le nom Esponsorama Racing, participe au MotoGP avec Enea Bastianini et Luca Marini.

## Historique
L'équipe a été fondée en 1996 par Raul Romero et Josep Oliva.

## Pilotes
Moto GP
- 10.  Luca Marini
- 23.  Enea Bastianini

Moto 3
- 20.  Carlos Tatay

Moto E
- 20.  Xavier Cardelus
- 51.  Eric Granado

## Machine
- Ducati Desmosedici